# Crataegus hupehensis
Crataegus hupehensis är en rosväxtart som beskrevs av Charles Sprague Sargent. Crataegus hupehensis ingår i Hagtornssläktet som ingår i familjen rosväxter. Inga underarter finns listade i Catalogue of Life.